# Coloane
Coloane (kinesiska: 路环岛) är en av de två huvudöarna i Macao. Ön är numera förenad med den andra huvudön Taipa genom det konstgjorda landområdet Cotai. På Coloane ligger Macaos högsta punkt, Coloane Alto, 172 m ö.h..